# Äsperöd, Uddevalla
Äsperöd är en stadsdel i Uddevalla två kilometer öster om centrum, nära Tureborg. På Äsperöd fanns  förr en 0-9 grundskola, Äsperödsskolan, som grundades 1967.  Numera är högstadiet flyttat till Sommarhemskolan. Där finns även ett äldreboende, Äsperöds äldreboende, och ett sjukhem, Rosenhäll.